# Lutas nos Jogos Pan-Americanos de 2011
As lutas nos Jogos Pan-Americanos de 2011 foram disputadas em Guadalajara, no México, entre 20 e 24 de outubro. Foram realizadas dezoito categorias da luta livre masculina e feminina e da luta greco-romana masculina no Ginásio do CODE II.

## Calendário
| Outubro | 13 | 14 | 15 | 16 | 17 | 18 | 19 | 20 | 21 | 22 | 23 | 24 | 25 | 26 | 27 | 28 | 29 | 30 |
| ------- | -- | -- | -- | -- | -- | -- | -- | -- | -- | -- | -- | -- | -- | -- | -- | -- | -- | -- |
| Lutas   |    |    |    |    |    |    |    | 4  | 3  | 4  | 4  | 3  |    |    |    |    |    |    |

|  | Dia de competição |  | Dia de final |

## Países participantes
Abaixo, a quantidade de atletas enviados por cada país, de acordo com o evento.
| CON                      | Livre masculino | Livre masculino | Livre masculino | Livre masculino | Livre masculino | Livre masculino | Livre masculino | Greco-romana | Greco-romana | Greco-romana | Greco-romana | Greco-romana | Greco-romana | Greco-romana | Livre feminino | Livre feminino | Livre feminino | Livre feminino | Total |
| CON                      | 55 kg           | 60 kg           | 66 kg           | 74 kg           | 84 kg           | 96 kg           | 120 kg          | 55 kg        | 60 kg        | 66 kg        | 74 kg        | 84 kg        | 96 kg        | 120 kg       | 48 kg          | 55 kg          | 63 kg          | 72 kg          | Total |
| ------------------------ | --------------- | --------------- | --------------- | --------------- | --------------- | --------------- | --------------- | ------------ | ------------ | ------------ | ------------ | ------------ | ------------ | ------------ | -------------- | -------------- | -------------- | -------------- | ----- |
| ARG Argentina            |                 | X               | X               |                 |                 |                 |                 |              |              | X            |              |              | X            |              | X              |                | X              |                | 6     |
| BRA Brasil               |                 |                 |                 |                 | X               |                 | X               | X            | X            |              |              | X            |              |              |                | X              |                | X              | 7     |
| CAN Canadá               | X               | X               | X               | X               | X               | X               | X               |              |              | X            |              | X            | X            |              | X              | X              | X              | X              | 14    |
| CHI Chile                | X               |                 |                 |                 |                 |                 |                 |              |              |              |              |              |              |              |                |                |                |                | 1     |
| COL Colômbia             |                 | X               | X               | X               | X               | X               |                 | X            | X            | X            | X            | X            | X            | X            | X              |                | X              |                | 14    |
| CUB Cuba                 | X               | X               | X               | X               |                 | X               | X               | X            | X            | X            | X            | X            | X            | X            |                |                | X              | X              | 15    |
| DOM República Dominicana | X               | X               |                 |                 |                 |                 | X               | X            | X            | X            | X            | X            |              | X            |                |                | X              | X              | 11    |
| ECU Equador              | X               |                 | X               | X               |                 |                 | X               |              |              | X            |              |              |              | X            | X              | X              |                |                | 8     |
| ESA El Salvador          |                 | X               |                 |                 |                 |                 |                 |              |              |              |              |              |              |              | X              |                |                |                | 2     |
| GUA Guatemala            | X               |                 |                 |                 |                 |                 |                 |              |              |              |              |              |              |              | X              |                |                |                | 2     |
| HON Honduras             |                 |                 |                 |                 |                 | X               |                 |              |              | X            |              |              | X            |              |                |                |                |                | 3     |
| MEX México               | X               | X               | X               | X               | X               | X               | X               | X            | X            | X            | X            | X            | X            | X            | X              | X              |                | X              | 17    |
| NCA Nicarágua            |                 |                 |                 |                 |                 |                 |                 | X            |              |              |              |              |              |              |                |                |                |                | 1     |
| PAN Panamá               |                 |                 |                 |                 | X               |                 |                 |              |              |              | X            |              |              |              |                |                |                | X              | 3     |
| PER Peru                 |                 |                 |                 | X               |                 |                 |                 | X            |              |              | X            |              |              |              |                | X              | X              |                | 5     |
| PUR Porto Rico           |                 | X               | X               |                 | X               | X               | X               |              | X            |              | X            |              |              | X            | X              | X              |                | X              | 11    |
| USA Estados Unidos       | X               |                 | X               | X               | X               | X               | X               |              | X            | X            | X            | X            | X            | X            | X              | X              | X              |                | 15    |
| VEN Venezuela            | X               | X               | X               | X               | X               | X               |                 | X            | X            | X            |              | X            | X            | X            |                | X              | X              | X              | 15    |
| Total: 18 CONs           | 9               | 9               | 9               | 8               | 8               | 8               | 8               | 8            | 8            | 10           | 8            | 8            | 8            | 8            | 9              | 8              | 8              | 8              | 150   |

## Medalhistas
Luta livre masculina
| Evento              | Ouro                                         | Prata                            | Bronze                                                          |
| ------------------- | -------------------------------------------- | -------------------------------- | --------------------------------------------------------------- |
| Até 55 kg detalhes  | Juan Ramírez Beltre DOM República Dominicana | Obenson Blanc USA Estados Unidos | Steven Takahashi CAN Canadá Juan Carlos Valverde ECU Equador    |
| Até 60 kg detalhes  | Franklin Gómez PUR Porto Rico                | Guillermo Torres MEX México      | Yowlys Bonne CUB Cuba Luis Portillo ESA El Salvador             |
| Até 66 kg detalhes  | Liván López CUB Cuba                         | Pedro Soto PUR Porto Rico        | Yoan Blanco ECU Equador Teyon Ware USA Estados Unidos           |
| Até 74 kg detalhes  | Jordan Burroughs USA Estados Unidos          | Yunierki Blanco CUB Cuba         | Matt Gentry CAN Canadá Ricardo Roberty VEN Venezuela            |
| Até 84 kg detalhes  | Jacob Herbert USA Estados Unidos             | Humberto Arencibia CUB Cuba      | Jeffrey Adamson CAN Canadá José Díaz VEN Venezuela              |
| Até 96 kg detalhes  | Jacob Varner USA Estados Unidos              | Luis Vivenes VEN Venezuela       | Juan Esteban Martínez COL Colômbia Khetag Pliev CAN Canadá      |
| Até 120 kg detalhes | Tervel Dlagnev USA Estados Unidos            | Sunny Dhinsa CAN Canadá          | Carlos Feliz DOM República Dominicana Disney Rodríguez CUB Cuba |

Luta livre feminina
| Evento             | Ouro                              | Prata                               | Bronze                                                             |
| ------------------ | --------------------------------- | ----------------------------------- | ------------------------------------------------------------------ |
| Até 48 kg detalhes | Carol Huynh CAN Canadá            | Clarissa Chun USA Estados Unidos    | Patricia Bermúdez ARG Argentina Carolina Castillo COL Colômbia     |
| Até 55 kg detalhes | Helen Maroulis USA Estados Unidos | Tonya Verbeek CAN Canadá            | Lissette Antes ECU Equador Joice Silva BRA Brasil                  |
| Até 63 kg detalhes | Katerina Vidiaux CUB Cuba         | Elena Pirozhkova USA Estados Unidos | Sandra Roa COL Colômbia Luz Vázquez ARG Argentina                  |
| Até 72 kg detalhes | Lisset Hechevarría CUB Cuba       | Aline Ferreira BRA Brasil           | Elsa Sánchez DOM República Dominicana Jaramit Weffer VEN Venezuela |

Luta greco-romana masculina
| Evento              | Ouro                        | Prata                                     | Bronze                                                                        |
| ------------------- | --------------------------- | ----------------------------------------- | ----------------------------------------------------------------------------- |
| Até 55 kg detalhes  | Gustavo Balart CUB Cuba     | Jorge Cardozo VEN Venezuela               | Francisco Encarnación DOM República Dominicana Juan Carlos López COL Colômbia |
| Até 60 kg detalhes  | Luis Liendo VEN Venezuela   | Joseph Betterman USA Estados Unidos       | Hanser Meoque CUB Cuba Jansel Ramírez DOM República Dominicana                |
| Até 66 kg detalhes  | Pedro Mulens CUB Cuba       | Anyelo Mota Brea DOM República Dominicana | Ulises Barragán MEX México Glenn Garrison USA Estados Unidos                  |
| Até 74 kg detalhes  | Jorgisbell Álvarez CUB Cuba | Benjamin Provisor USA Estados Unidos      | Juan Escobar MEX México Hansel Mercedes DOM República Dominicana              |
| Até 84 kg detalhes  | Pablo Shorey CUB Cuba       | Cristian Mosquera COL Colômbia            | José Arias DOM República Dominicana Yorgen Cova VEN Venezuela                 |
| Até 96 kg detalhes  | Yunior Estrada CUB Cuba     | Raúl Angulo COL Colômbia                  | Erwin Caraballo VEN Venezuela Yuri Maier ARG Argentina                        |
| Até 120 kg detalhes | Mijaín López CUB Cuba       | Rafael Barreño VEN Venezuela              | Víctor Asprilla COL Colômbia Ramón García DOM República Dominicana            |

## Doping
Originalmente o argentino Fernando Iglesias conquistou a medalha de bronze na categoria até 60 kg masculino da luta livre, mas foi desclassificado em 6 de janeiro de 2012 após testar positivo no antidoping para as substâncias proibidas clenbuterol e furosemida. Luis Portillo, de El Salvador, herdou a medalha.

## Quadro de medalhas
| Ordem | País                     | Medalha de ouro | Medalha de prata | Medalha de bronze |    |
| ----- | ------------------------ | --------------- | ---------------- | ----------------- | -- |
| 1     | CUB Cuba                 | 9               | 2                | 3                 | 14 |
| 2     | USA Estados Unidos       | 5               | 5                | 2                 | 12 |
| 3     | VEN Venezuela            | 1               | 3                | 5                 | 9  |
| 4     | CAN Canadá               | 1               | 2                | 4                 | 7  |
| 5     | DOM República Dominicana | 1               | 1                | 7                 | 9  |
| 6     | PUR Porto Rico           | 1               | 1                |                   | 2  |
| 7     | COL Colômbia             |                 | 2                | 5                 | 7  |
| 8     | MEX México               |                 | 1                | 2                 | 3  |
| 9     | BRA Brasil               |                 | 1                | 1                 | 2  |
| 10    | ARG Argentina            |                 |                  | 3                 | 3  |
| 10    | ECU Equador              |                 |                  | 3                 | 3  |
| 12    | ESA El Salvador          |                 |                  | 1                 | 1  |
| TOTAL | TOTAL                    | 18              | 18               | 36                | 72 |